# Tony Beltran
Anthony Benjamin Beltran (Claremont, 11 ottobre 1987) è un dirigente sportivo ed ex calciatore statunitense, di ruolo difensore, vice-amministratore delegato del Real Salt Lake.

## Carriera

### Club
Ha giocato nella massima serie statunitense con il Real Salt Lake.

### Nazionale
Ha esordito con la Nazionale statunitense nel 2013.

## Palmarès

### Competizioni Nazionali

#### Club
- Campionato MLS: 1

Real Salt Lake: 2009

### Nazionale
- Gold Cup: 1

2013